# 釜山駅KTX列車衝突事故
釜山駅KTX列車衝突事故（プサンえきKTXれっしゃしょうとつじこ、朝鮮語: 부산역 KTX 열차 충돌사고）は、2007年11月3日に大韓民国釜山広域市の京釜線釜山駅でKTX（韓国高速鉄道）の列車同士が衝突した事故である。

## 事故の概要
2007年11月3日6時29分頃、釜山駅9番線でソウル駅行きKTX110列車（100000系第25編成、乗客190名）が出発を待機していた。
一方、112列車（100000系第38編成、回送列車）は釜山駅発ソウル駅行き旅客列車として運行するため、定刻より18分早い6時7分に釜山鉄道車両整備団（車両基地）を出発した。6時29分頃、112列車は釜山駅の場内信号機が停止信号を現示していることを見落として進入。9番線から出発待機中の110列車を約40m手前 (30km/h) で発見し非常ブレーキをかけたが、停車できず正面衝突、両列車の先頭車（動力車）前部が破損した。この事故により乗客1名が負傷した。
112列車の冒進時にはATS警報が鳴動していたが、運転士がそのまま確認扱いを行ったためブレーキ操作が行われなかった。原因としては、112列車の運転士の不注意、もしくは居眠り運転の可能性が指摘された。なお事故車両は両編成とも後に復旧し、運用に復帰している。